# 虚线笔螺
虚线笔螺（学名：Neocancilla granatina），是新腹足目笔螺科Neocancilla属的一种。主要分布于印度尼西亚、台湾，常栖息在浅海。